# Hypoplectrus gemma
Hypoplectrus gemma (лат.) — вид лучепёрых рыб из семейства каменных окуней (Serranidae). Он обитает в западной части Атлантического океана и иногда продаётся в качестве рыбы для морских аквариумов.

## Описание
Тело высокое, заметно сжатое с боков. У него прямой лоб и довольно короткая морда с выступающей верхней челюстью. Предкрышечная кость угловатая, с зазубринами по краям и множеством маленьких шипов, направленных к голове на ее нижнем крае, близком к углу. Спинной плавник включает 10 шипов и 14-17 мягких лучей, непрерывный. Брюшной плавник длинный, доходящий до анального отверстия. Хвостовой плавник слегка раздвоенный. Голова, тело и плавники этого вида однотонные, переливающиеся синим цветом, а на верхнем и нижнем краях хвостового плавника имеется черная полоса. Максимальная зарегистрированная длина представителя этого вида составляет 13 сантиметров, хотя метод измерения той рыбы не указан.

## Распространение
Встречается в западной части Атлантического океана. Считался эндемиком Флориды, но с тех пор был обнаружен у полуострова Юкатан в Мексике. Также он был обнаружен в Голландской Вест-Индии у острова Бонайре. Он также был зарегистрирован на северных Багамских островах и на Кубе.

## Среда обитания и биология
Hypoplectrus gemma встречается на рифах на глубине от 3 до 20 метров. Виды рода Hypoplectrus являются синхронными гермафродитами и обладают способностью переключаться между «мужскими» и «женскими» ролями при нересте. Окрасом этот вид напоминает Chromis cyanea, и было высказано предположение, что он его имитирует. Сходство между двумя видами усиливается за счет более вытянутой формы тела и глубоко раздвоенного хвоста Hypoplectrus gemma по сравнению с его сородичами. Цель этой мимикрии может состоять в том, чтобы позволить H. gemma охотиться на молодь Chromis cyanea, но это еще предстоит доказать. Это плотоядный вид, питающийся другими рыбами и свободно живущими донными ракообразными.